# Перевод школ нацменьшинств на латышский язык
Изменения к Закону об образовании, инициированные министерством образования и науки в 2017 году и принятые Сеймом Латвии 22 марта 2018 года, предусматривают образование в средних школах только на латышском языке, в 7-х-9-х классах по меньшей мере на 80 % на латышском. Исключения предусмотрены для программ с изучением официальных языков ЕС или для образования согласно особым международным договорам. Согласно сообщению МИД Латвии от марта 2018 года, единственное исключение из общей системы образования на основании двустороннего международного договора — Латвийская международная школа, с образованием по американским программам. Изменения в законах касаются также частных школ.

## Содержание изменений
| Классы | Требования к языку обучения в частных школах до изменений 2018 года. | Требования к языку обучения в публичных школах до изменений 2018 года  | Требования к языку обучения в школах по изменениям 2018 года                                                             |
| ------ | -------------------------------------------------------------------- | ---------------------------------------------------------------------- | --- |
| 1-6    | Нет законодательных ограничений                                      | Нет законодательных ограничений                                        | Не менее 50 % на латышском языке (с сентября 2019 г.)                                                                    |
| 7-9    | Нет законодательных ограничений                                      | Одна из списка конкретных моделей или не менее 60 % на латышском языке | Не менее 80 % на латышском языке (с сентября 2019 г. в 7-х классах, с сентября 2020 г. в 8-х и с сентября 2021 г. в 9-х) |
| 10-12  | Нет законодательных ограничений                                      | Не менее 60 % на латышском языке                                       | На латышском языке (с сентября 2020 г. в 10-х-11-х классах и с сентября 2021 г. в 12-х)                                  |

## Хронология принятия изменений

Использование русского языка в школах нацменьшинств Латвии

Министр образования и науки Карлис Шадурскис 6 октября 2017 года объявил о переходе на преподавание общеобразовательных предметов в средней школе только на латышском языке. 9 октября правящая коалиция выразила поддержку его предложениям.
10 ноября министерство представило правительству доклад о планируемой реформе, 5 декабря правительство приняло доклад к сведению и поручило министерству подготовить на его основании проекты изменений к законам об образовании и об общем образовании, а также новые стандарты общего образования и установки для дошкольного образования.
7 декабря на рассмотрение правительства внесен проект изменений к Закону об образовании (законопроект № VSS-1280), в которых выражена суть реформы.
На запрос депутатов Сейма от партии «Согласие» № 359 от 7 декабря 2017 года о том, как Министерство образования организовало мониторинг качества образования в школах нацменьшинств после перехода на соотношение 60 %/40% латышского и русского языка в средней школе и какое количество предметов и часов реально преподается на русском и латышском языках с 1 по 12 класс, министр Карлис Шадурскис прислал статистику, из которой следует, что уже с первого класса ни один предмет школьной программы на русском языке полностью не преподается, кроме физики и химии в 7 классе, преподаваемой на 96 % на русском языке. Ответ опубликован на сайте парламента 14 декабря 2017 года 14 декабря 2017 года.
23 января проект изменений в законах одобрен правительством.
31 января законопроект представлен правительством на рассмотрение в парламент и зарегистрирован под № 1128/Lp12 22 марта принят в третьем чтении 58 голосами против 18, 2 апреля подписан президентом.

## Обоснование законопроекта, мнения экспертов и затронутых лиц
В аннотации к законопроекту пишется, что среднее образование на государственном языке даст «представителям национальных меньшинств возможность получить качественное образование, которое поспособствует дальнейшему успешному продолжению их образования и включению в рынок труда, одновременно сохраняя свой родной язык и культуру, например, выбирая их как предметы в школе или во внешкольных занятиях». Поддержавшее планы министерства Всемирное объединение свободных латышей пишет, что обучение должно вестись на государственном языке с как можно более раннего возраста, потому что обучение на двух языках способствует существованию двухобщинности в стране.
Министр образования и науки Карлис Шадурскис характеризует реформу так:

да, это чисто политическое решение (но мы и сами этого не скрываем). В то же время элементов дискриминации в нем нет, поскольку существуют разумные переходные периоды. Гарантируется возможность — при наличии желания учащихся и их родителей — сохранить свою этническую основу: изучать свой родной язык, литературу, все, что связано с традициями, культурой— 
Председатель Комитета экспертов Европейской хартии региональных языков или языков меньшинств Весна Црнич-Гротич в июне 2018 года высказалась о ситуации так: «Это неприемлемо, если судить с точки зрения языковой Хартии. Но опять же, Латвия её не ратифицировала». Латвийская член Комитета ООН по правам человека Илзе Брандс-Кехрис считает, что реформа не была основана на всесторонних исследованиях, а потому может противоречить Рамочной конвенции. О том, что новые пропорции не обсуждались должным образом с самими нацменьшинствами, свидетельствует, по её мнению, то, что все представляющие нацменьшинства депутаты голосовали против поправок — «Это нехороший знак».
Бывший председатель Консультативного комитета Рамочной конвенции о защите национальных меньшинств Франческо Палермо высказался так:

Это довольно неудачная реформа. Она продолжает тенденцию, наметившуюся в ходе предыдущей реформы, которая сократила количество уроков на русском языке в начальной и средней школе. Сегодняшняя пропорция в средней школе составляет 60 процентов занятий на латышском языке и 40 процентов — на языках меньшинств. Теперь в средней школе все образование будет вестись на латышском. Это, конечно, проблематично (..) В худшем случае может возрасти чувство маргинализации русскоязычного меньшинства в стране. Это плохо не только для меньшинства, но и для коренного населения. Если меньшинство не чувствует себя как дома, это всегда чревато проблемами. Боюсь, что сейчас уже слишком поздно, поскольку проект реформы уже подписан президентом страны. Но все ещё есть время, прежде чем она вступит в силу, поработать над деталями с привлечением русскоязычного населения Латвии. Это единственный выход— Deutsche Welle
Бывший министр образования и науки Роберт Килис оценил действия своего преемника так:

Перевести школы на латышский язык — это не реформа. Это маразм человека в поисках утраченного времени из книг Марселя Пруста (..) Я очень рад, что сам остановил все это в 2011—2012 годах и дал какое-то время для осмысления возможных вариантов. Я надеюсь, что эти варианты осмыслены. Но этот переход — это бред. Я понимаю, что немного инфантильно дискутировать с нынешним министром, но это бред.
— Роберт Килис 
По результатам опроса, проведенного в июне 2018 года фирмой SKDS, 51 % русскоязычных граждан не поддерживают «реформу образования», а ещё 24 % относится к ней нейтрально. Среди латышскоговорящих же респондентов 62 % выражают согласие с этими действиями.
Организация Freedom House в своем ежегодном докладе выступила с прогнозом, что «Межэтнические трения обострятся по мере того, как правительство осуществляет школьную реформу, которая существенно урежет часы преподавания не на латышском языке в публичных школах».
Председатель профсоюза работников образования и науки Инга Ванага заявила, что языковую школьную реформу фактически невозможно осуществить в том виде и при тех условиях, которые имеются в Латвии на сегодняшний день, и профсоюз предупреждал об этом правительство.
Директор Рижской Ринужской средней школы Денис Клюкин в одном случае заявил, что «в основе языковой реформы в школах нацменьшинств лежит правильная идея, но она осуществляется методами, не оправданными как педагогически, так и организационно», в другом — что «Это планомерный путь выдавливания именно русскоязычных детей из Латвии. Такой политический ход — создать чрезвычайно некомфортную ситуацию».

## Акции протеста, реакция властей
Уличные акции протеста в Риге против данных изменений в законе проходили при участии Штаба защиты русских школ и Русского союза Латвии 23 октября (около 500 участников, по оценке Би-Би-си), 16 ноября (около 1000 участников, по оценке Би-Би-си) и 14 декабря (около 4000 участников, по оценке организаторов) 2017 года, 8 февраля, 10 марта, 4 апреля, 1 мая (около 5000 участников, по оценке полиции), 2 июня (более 4000 участников, по оценке Euronews), 15 сентября 2018 года (по изначальным сообщениям полиции — около 5000 участников, по последующим ее сообщениям около 2500), 1 мая, 5 октября (по оценке агентства «ЛЕТА», более 900 участников) и 5 декабря (около полутора тысяч по оценке «Новой газеты») 2019 года. Кроме того, 31 марта 2018 года и 30 марта 2019 года состоялись конференции в Риге — «Вселатвийское родительское собрание», а 1 июня 2018 года — митинг в Даугавпилсе (около 300 участников, по оценке din.lv; в его проведении изначально было отказано Даугавпилсской думой, но отказ был успешно обжалован в суде).
Осенью 2017 года на портале manabalss.lv был начат сбор подписей за две петиции — за сохранение билингвального образования и за свободный выбор языков обучения. Сбор подписей за вторую петицию был прекращен администрацией портала. Под первой петицией за две недели было собрано более 10 000 подписей. Часть подписей — от лиц, не имеющих гражданства Латвии или не достигших возраста 16 лет — была объявлена недействительными, и сбор подписей был возобновлён. В январе 2018 года петиция была подана в парламент с 14 206 подписями. Годными были признаны 12 503 подписи граждан Латвии; петиция была отклонена Сеймом 1 марта, 64 голосами против 22.
Полиция безопасности Латвии в своем публичном отчёте за 2017 год в разделе о российской политике соотечественников публикует фотографии акций протеста против законопроекта и пишет, что:

Самым значимым событием в сфере «защиты прав» российских соотечественников в прошлом году были акции протеста против постепенного перехода на латышский как язык обучения в общеобразовательных заведениях и связанные с ними действия, такие как петиции, с призывами остановить изменения или поменять модель организации образования меньшинств. По оценке ПБ, лидер РСЛ Татьяна Жданок, вместе с членами партии и другими союзниками, пытается поляризовать и расколоть латвийское общество, используя абсурдный аргумент, что в Латвии якобы планируется насильственная ассимиляция русскоязычных.
Оригинальный текст (англ.)The most significant development in the past year in the sphere of “defending the rights” of Russian compatriots were the protests and related activities such as petitions against the gradual transition to Latvian as the language of teaching in general educational institutions, demanding that the changes be halted or that the model of organising minority education be reformed. DP considers that by pressing the absurd accusation that Latvia is planning the forced assimilation of Russian-speakers, LKS leader Tatjana Ždanoka along with her party’s members and other allies are trying to polarise and split society in Latvia

Премьер Марис Кучинскис заявил, что Полиция безопасности получила информацию о некой «крайне антигосударственной деятельности», связанной с акциями протестов против реформы школ нацменьшинств. 18 апреля 2018 года Полиция безопасности начала уголовный процесс по Вселатвийскому родительскому собранию по статье УК «Преступления против государства» и иным статьям; она также пообещала в рамках этого процесса оценить и шествие 1 мая. В конце апреля 2018 года по этому делу был задержан Александр Гапоненко, 8 мая 2018 года — В. И. Линдерман. Обоих задержали с грубым применением силы. Районный суд изначально применил к ним содержание под стражей, но окружной суд после жалобы адвоката Линдермана заменил его на набор других мер пресечения. Также был выпущен из-под стражи и А.Гапоненко.
С протестом против «реформы» в 2018 году выступили фракция Зелёные — Европейский свободный альянс в Европарламенте, 115 евродепутатов от разных фракций и Федералистский союз европейских национальных меньшинств
В июне 2018 года депутаты Сейма от «Центра согласия» обжаловали изменения к Закону об образовании в Конституционном суде. Суд в июле принял дело к рассмотрению по части из поднятых депутатами вопросов. В апреле 2019 года суд решил, что изменения, касающиеся публичных школ, соответствуют конституции; вопрос о частных школах был выделен для рассмотрения в отдельном судопроизводстве. В ноябре 2019 года Конституционный суд решил, что изменения в отношении частных школ также соответствуют конституции.
Ряд жалоб был подан в Европейский суд по правам человека. В 2021 году суд коммуницировал эти жалобы — затребовал мнение правительства Латвии по ним.

## Мнения иных государств и межгосударственных организаций
Государственный департамент США в декабре 2017 года выразил уверенность, что «латвийское правительство учитывает все стороны вопроса, включая предложение работы с группами меньшинств для принятия во внимание их озабоченности».
Государственная Дума РФ приняла в апреле 2018 года заявление «О недопустимости ликвидации школьного образования на языках национальных меньшинств Латвии».

Верховный комиссар ОБСЕ по делам национальных меньшинств заявил в мае 2019 года:

:

Я повторно выразил свою позицию: что реформа представляет собой отход от успешно действовавшей ранее модели билингвального образования, основывавшейся на рекомендациях моего ведомства
Оригинальный текст (англ.)I reiterated my position that the reform constitutes a departure from a previously well-functioning model of bilingual education, which was based on the advice of my institution

Трое Специальных докладчиков ООН — по делам меньшинств, по свободе мнений и их выражения и по праву на образование — выразили в январе 2018 года:
:

 ...серьёзную озабоченность вышеупомянутым проектом изменений к латвийскому Закону об образовании, которые, в случае одобрения парламентом, возымеют негативное действие на защиту и поощрение прав меньшинств в Латвии, особенно права учащихся из групп меньшинств на образование без дискриминации в увязке с использованием их родного языка, и их права участвовать в культурной жизни. Мы озабочены тем, что предложенные изменения нацелены на устранение преподавания на языках меньшинств на уровне общего и профессионального среднего образования как в публичных, так и в частных учебных заведениях, и сокращают долю преподавания на языках меньшинств в последних трех классах основной школы (7-й-9-й классы) в учебных заведениях, осуществляющих программы образования меньшинств. Далее, мы озабочены тем, что этот проект изменений инициирован без предварительных консультаций с латвийскими меньшинствами (..) Мы дополнительно выражаем озабоченность тем, что ограничения на использование языков меньшинств в образовании также являются ненужными и несоразмерными ограничениями на право на свободу выражения мнений.
Оригинальный текст (англ.)...our serious concerns at the above-mentioned proposed amendments to the Latvian Law on Education, which if approved by the Parliament, will have a negative impact on the protection and promotion of the rights of minorities in Latvia, and particularly on the right to education without discrimination of minority students in relation to the use of their mother tongue, and their right to take part in cultural life. We are concerned that the proposed amendments intend to remove the teaching in minority languages at the general and professional secondary level education in both public and private educational institutions, whereas at the same time they reduce the portion of minority language education in the last three grades of basic education (grade 7 to 9) in those educational institutions that implement minority educational programmes. Furthermore, we note with concern that these proposed amendments have been put forward without prior consultation with the minorities in Latvia (..) We express additional concern that the restrictions against the use of minority languages in education likewise represent unnecessary and disproportionate restrictions to the right to freedom of expression

У Консультативного комитета Рамочной конвенции о защите национальных меньшинств в феврале 2018 года «особую озабоченность вызвали планы сократить преподавание на языках национальных меньшинств до 20 % уроков в неделю в 7-х-9-х классах и только до уроков языков и этнокультурных предметов в 10-х-12-х классах»
Комитет ООН по ликвидации расовой дискриминации, оценивая в своем докладе в августе 2018 года исполнение соответствующей международной конвенции в Латвии, выразил озабоченность принятыми поправками к законам об образовании и призвал пересмотреть их необходимость.
В Дневнике прав человека за 29 октября 2019 года комиссар Совета Европы по правам человека Дуня Миятович выразила обеспокоенность по поводу языковой политики ряда стран. Признавая право государства на поддержку госязыка, комиссар указала, что «нельзя добиваться этого в ущерб правам носителей других языков, особенно представителей национальных меньшинств». Языковые реформы важно обсуждать с нацменьшинствами, подчеркнула Миятович.  «Исключение их из обсуждений или создание видимости консультаций ведет к социальным волнениям и дальнейшему отчуждению меньшинств в самых разных странах».
«Меня беспокоит образовательная реформа 2018 года в Латвии, -- подчеркнула комиссар. -- Эта реформа может привести к тому, что существовавшая с 2004 года система двуязычного образования превратится в систему, в которой на языке меньшинства предлагается лишь немного занятий по языку и культуре. Меня также волнует появившаяся в СМИ информация о том, что правительство Латвии рассматривает вопрос о том, чтобы все преподавание в государственных школах целиком велось только на латышском языке. Более того, вызывает озабоченность тот факт, что некоторые страны (такие как Латвия и Украина) пытаются вводить правила преподавания на языках Европейского союза, которые отличаются от правил преподавания на других языках, тем самым создавая неправомерные различия в отношении носителей языков национальных меньшинств».